# Parlamento de Budapeste
O Parlamento de Budapeste (em húngaro: Országház) é o local onde se reúne a Assembleia Nacional da Hungria, e um dos edifícios legislativos mais antigos da Europa, que constitui um notável exemplo paisagístico da Hungria e um destino muito popular em Budapeste. Ergue-se na Praça Kossuth Lajos, na margem do Danúbio. Actualmente detém o título de maior edifício da Hungria, e o de segundo maior parlamento na Europa.

## História
Budapeste foi constituída da união de três cidades em 1873 e, sete anos depois, a Assembleia Nacional publicou um concurso para a construção de um edifício representativo do Parlamento, que fosse símbolo da soberania da nação. A competição foi vencida por Imre Steindl, embora os planos dos outros dois concorrentes tenham sido também realizados em frente ao Parlamento: um serve hoje como o Museu Etnográfico, e outro como Ministério da Agricultura.
A construção do projecto vencedor teve início em 1885, tendo a inauguração decorrido no 1000º aniversário do país em 1896. A conclusão do edifício deu-se a 1904. Como curiosidade, o arquiteto do edifício tornou-se vítima de cegueira antes da conclusão do mesmo.
O edifício fica sobre a superfície de 18 000 metros quadrados tem 700 salas e gabinetes, 27 entradas, nos seus 2 lados simétricos erguem-se a Câmara Alta e a Câmara Baixa, hoje é o lugar da assembléia nacional com 199 deputados. Tem uma sala central com cúpula, onde guardam a coroa do primeiro rei húngaro, do Santo Estêvão.
Estima-se que estiveram cerca de mil pessoas envolvidas nos trabalhos, em cujos alicerces se estimam 40 milhões de tijolos, meio milhão de pedras preciosas e 40 kg de ouro.